# Kościół św. Józefa w Nazarecie
Kościół św. Józefa w Nazarecie – kościół rzymskokatolicki położony w mieście Nazaret, na północy Izraela. Kościół jest częścią kompleksu sakralnego Klasztoru Franciszkanów w Nazarecie. Jest on pod wezwaniem św. Józefa z Nazaretu.

## Historia

### Tradycja chrześcijańska
Według tradycji chrześcijańskiej sięgającej średniowiecza, w miejscu tym znajdował się warsztat ciesielski św. Józefa z Nazaretu (męża Marii z Nazaretu). Prawdopodobnie do warsztatu przylegał dom, w którym wychowywał się i dojrzewał Jezus Chrystus.

### Historia budowli
Pod współczesnym kościołem znajduje się podziemna grota. W toku badań archeologicznych odkryto, że w I wieku służyła ona do przechowywania zboża. Z okresu bizantyjskiego (IV-VII wiek) pochodzą szczątki trzech cystern oraz fragmenty mozaiki podłogowej. Biskup Arculfus, który w drugiej połowie VII wieku odwiedził Nazaret, twierdził, że obok bizantyjskiej Bazyliki Zwiastowania Pańskiego znajdował się kościół. Harcaolgi podaje natomiast, że grota stanowiła część kompleksu religijnego i nie była odrębnym kościołem. Dopiero w XII wieku krzyżowcy wybudowali tutaj niewielki kościół, który około 1250 roku został zniszczony przez Mameluków. W 1620 roku franciszkanie z Kustodii Ziemi Świętej weszli w posiadanie ruin tutejszej Katedry Zwiastowania Pańskiego i Groty Zwiastowania. Emir Fachr ad-Din II zezwolił im na odbudowanie kościoła w formie niewielkiej kaplicy i wybudowanie obok niego budynku mieszkalnego dla zakonników. Niewielka kaplica nie była w stanie pomieścić stale rosnącej liczby pielgrzymów. Równocześnie rosła liczba wiernych w parafii w Nazarecie. Z tego powodu wystąpiono o zgodę na budowę kościoła. W 1730 roku szejk Dhaher al-Omar wydał stosowne zezwolenie, dzięki czemu 15 października 1730 roku ukończono budowę skromnego Kościoła Zwiastowania Pańskiego. Grota Zwiastowania znalazła się w jego wnętrzu. Całość kompleksu klasztornego była otoczona wysokim murem i przypominała fortecę. W 1754 roku franciszkanie dokupili ziemię położoną bardziej na północ od klasztoru franciszkanów. Znajdowała się na niej grota, która według tradycji miała być pozostałością warsztatu ciesielskiego św. Józefa. W 1914 roku wybudowano współczesny kościół pod wezwaniem św. Józefa.

## Opis budowli
Kościół wzniesiono w stylu neoromańskim. Budynek jest przykryty spiczastym dachem wykonanym z drewna i czerwonej dachówki. Jest on połączony z sąsiednim Klasztorem Franciszkanów. Pomiędzy nimi wznosi się wieża zegarowa. Główne wejście do świątyni znajduje się od strony zachodniej. Budowla posiada trzy nawy, zakończone trzema apsydami. W 1950 roku apsydy zostały ozdobione freskami. W głównej apsydzie umieszczono centralny ołtarz, za którym na fresku widnieje Rodzina Jezusa Chrystusa z Jego dzieciństwa. Powyżej umieszczono wizerunek gołębia, symbolizującego Ducha Świętego. Na centralnym ołtarzu stoi krucyfiks. Natomiast po bokach znajdują się postacie sześciu aniołów. W lewej apsydzie znajduje się fresk Świętej Rodziny, na którym św. Józef jest już w podeszłym wieku. Na lewym ołtarzu stoi posąg Marii Panny z dziećmi u stóp. W prawej apsydzie widnieje fresk przedstawiający historię biblijną snu św. Józefa, podczas którego anioł rozkazał mu uciekać z rodziną do Egiptu. Na bocznych ścianach znajdują się duże okna z witrażami przedstawiającymi Świętą Rodzinę oraz Franciszka z Asyżu.
We wnętrzu kościoła znajduje się grota z pozostałościami kościoła krzyżowców. Do krypty prowadzą dwie odrębne klatki schodowe. W podziemiach jest niewielki ołtarz z krucyfiksem, za którym umieszczono dziewięć siedzeń wykonanych z prostego kamienia i drzewa. Sklepienie jest wykonane w formie pół-kopuły, a z tyłu umieszczono niewielkie okno z witrażem przedstawiającym zaślubiny Józefa z Marią.

## Turystyka
Świątynia jest otwarta dla turystów od poniedziałku do soboty w godz. 8.00-17.00, oraz w niedziele i święta w godz. 8.00-18.00. Kościoła nie można zwiedzać w godzinach, kiedy odbywają się nabożeństwa.